# Steyr Mannlicher
Steyr Mannlicher — виробник вогнепальної зброї який розташовувався в Санкт-Петер-ін-дер-Ау, Австрія. Спочатку входив в Steyr-Daimler-Puch і став незалежною компанією після розпаду конгломерату в 1989 році.

## Історія

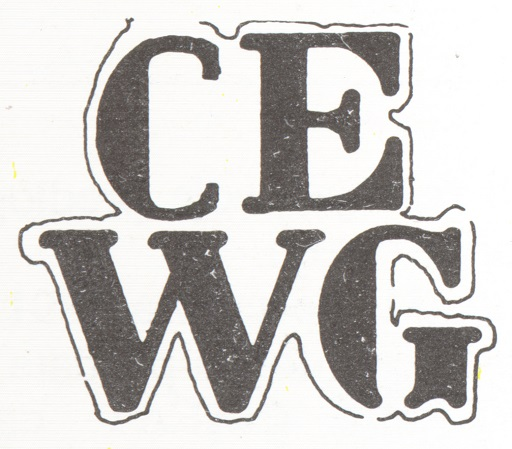
Логотип компанії 1869—1926.

Місцина Штайр виникла на «залізній дорозі» неподалік від шахти Ерцберг з часів правління штирійських герцогів Оттокарів та їхніх наступників Бабенбергів в XII та XIII століттях та була відома своєю кованою зброєю. Привілей виробництва заліза та сталі, особливо виробництво клинків, було відновлено за часів габсбурзького герцога Альберта Австрійського в 1287. Після Тридцятилітньої війни, для імперської армії Габсбургів щорічно виробляли тисячі мушкетів, пістолетів та карабінів.
В 1821, Леопольд Верндль (1797—1855), коваль зі Штайра, почав виробляти залізні деталі до зброї. Після смерті батька, 24-річний Йозеф Верндль (1831—1889) отримав його фабрику. 16 квітня 1864, він створив компанію «Josef und Franz Werndl & Comp. Waffenfabrik und Sägemühle in Oberletten» (нім. Збройна фабрика та лісопилка Джозеф та Франц Верндль та Партнери в Оберлеттені), який пізніше стала «Österreichische Waffenfabriksgesellschaft» (ŒWG, нім. Австрійська збройна компанія), з 1869 року акціонерне товариство, в якій збройне виробництво Steyr Mannlicher було частиною.
Співпраця Верндля з інженером Фердинандом Манліхером (1848—1904), який запатентував покращену магазинну гвинтівку для Австро-угорської армії, зробила ŒWG одним з найбільшим виробників зброї в Європі. Вперше представлені в 1890, Mannlicher M1901 та Steyr-Hahn M1912, стали визначними віхами в розвитку технології самозарядних пістолетів. На початку Першої світової війни, чисельність персоналу становила 15000 працівників, продуктивність становила 4000 одиниці зброї за день.

### Наслідки Першої світової війни
Після війни, виробництво зброї в Штайрі було повністю зупинено через заборону в Сен-Жерменському мирному договорі, а компанія стала банкрутом. Щоб вижити, компанія ŒWG перейшла на виробництво автомобілів Steyr під керівництвом головних конструкторів Ганса Ледвінкі та Фердинанда Порше, а також почала випуск велосипедів (які в народі називали Waffenräder («збройні велосипеди»)). В 1926 компанія змінила назву на «Steyr-Werke». Виробництво зброї компанія Steyr Mannlicher продовжила в співпраці з Patronenfabrik Solothurn AG в Цухвілі в нейтральній Швейцарії.

### Друга світова війна
Після аншлюсу Австрії Третім Рейхом в 1938, фабрики Штайра увійшли до складу промислового конгломерату Reichswerke Hermann Göring, а початок Другої світової війни призвів до нетривалого відновлення збройного виробництва. Як і більшість інших компаній, Steyr Mannlicher спиралися на примусову працю, отримуючи працівників з концтабору Steyr-Münichholz, який входив до складу Маутгаузену.

### 1950-ті
Протягом 1950-х років своє друге життя отримала магазинна гвинтівка Mannlicher–Schönauer. Крім того відродження Збройних сил Австрії стало основою для створення нового виробництва зброї.

### AUG
В 1970-ті Steyr розробили інноваційну штурмову гвинтівку — StG 77. Конструктивна схема — буллпап. В конструкції StG 77 широко використовували синтетичні матеріали та інтегровану фіксовану оптику. Експортний варіант, який отримав назву Steyr AUG—Armee Universal Gewehr («Універсальна армійська гвинтівка»), використовують в 24 країнах.

## Продукція
Штурмова гвинтівка
- StG-58
- AUG
- ACR експериментальна штурмова гвинтівка

Гвинтівки
- M1886 — гвинтівка з ковзним затвором
- M1888—гвинтівка з ковзним затвором
- M1890—гвинтівка з ковзним затвором
- M1895—гвинтівка з ковзним затвором
- Голландський Mannlicher M.95—гвинтівка з ковзним затвором
- Mannlicher–Schönauer — гвинтівка з ковзним затвором
- Steyr SSG 69 — снайперська гвинтівка
- Steyr Scout—снайперська гвинтівка
- Steyr SSG 04—снайперська гвинтівка
- Steyr SSG 08—снайперська гвинтівка
- Steyr HS .50—снайперська гвинтівка
- Steyr IWS 2000—15,2 мм великокаліберна снайперська гвинтівка

Пістолет-кулемети
- MPi 69 (Варіант: Steyr MPi 81)
- TMP

Пістолети
- M1894 (1894–)
- M1901 (1901—1903)
- M.7 (1908—1913)
- M1912 (1912—1945)
- GB (1970s–1980s)
- M Series (1999–)

## Кодування
Пістолети Steyr маркувалися трьома символами на боці перед віконцем викидання гільз. Перший символ вказує місяць виробництва. Другий та третій символи вказують дві останніх цифри року виробництва.
Наприклад, код «BOY» вказує, що пістолет вироблено в квітні 2007.